# A tutto reality - All-Stars
A tutto reality - All Stars (Total Drama All Stars) è la prima metà della quinta stagione del franchise canadese A tutto reality, preceduta da A tutto reality - L'isola, A tutto reality - Azione!, A tutto reality - Il tour e A tutto reality - La vendetta dell'isola. La stagione è messa in onda negli Stati Uniti dal 10 settembre 2013 su Cartoon Network, mentre in Canada è andata in onda dal 9 gennaio 2014 su Teletoon e in Italia è andata in onda dal 3 marzo 2014 su K2.
Questa, insieme ad A tutto reality - L'isola di Pahkitew, viene considerata un'unica stagione dalla produzione canadese e statunitense.

## Trama
Dopo essere stato arrestato dal Dipartimento della Sicurezza Ambientale canadese, a Chris viene accordata la libertà vigilata, a patto che conduca un'altra stagione di A tutto reality, sull'isola di Wawanakwa, adesso totalmente disinfestata dai rifiuti chimici presenti nella stagione precedente.
Questa prima parte della nuova stagione vede sfidarsi i 14 concorrenti migliori delle stagioni passate, divisi in due squadre: Avvoltoi Malvagi e Criceti Eroici.
Nel corso della serie fa la sua comparsa una personalità nuova e finora nascosta del personaggio di Mike, molto più malvagio del ragazzo: il diabolico Mal, il quale causerà molte eliminazioni e metterà a rischio la storia d'amore del ragazzo con Zoey.

## Episodi
| Stagione | Episodi | Paese       | Canale          | Prima TV          | Fine TV         |
| -------- | ------- | ----------- | --------------- | ----------------- | --------------- |
| 5        | 13      | Canada      | Teletoon        | 9 gennaio 2014    | 27 marzo 2014   |
| 5        | 13      | Stati Uniti | Cartoon Network | 10 settembre 2013 | 3 dicembre 2013 |
| 5        | 13      | Italia      | K2              | 3 marzo 2014      | 18 marzo 2014   |

## Personaggi e interpreti
In questa stagione, 3 personaggi subiscono un cambio di voce: Alejandro nel doppiaggio originale, viene doppiato da Alex House anziché da Marco Grazzini, Gwen nel doppiaggio italiano viene doppiata da Roberta De Roberto anziché da Laura Latini (deceduta per un tumore) e Lindsay, sempre nel doppiaggio italiano, viene doppiata da Valentina Mari anziché da Alessia Amendola (come nelle stagioni precedenti).
| Personaggio      | Voce originale       | Voce italiana      |
| Conduttori       | Conduttori           | Conduttori         |
| ---------------- | -------------------- | ------------------ |
| Chris            | Christian Potenza    | Alessandro Quarta  |
| Chef             | Clé Bennett          | Roberto Draghetti  |
| Concorrenti      |                      |                    |
| Alejandro        | Alex House           | Gabriele Lopez     |
| Cameron          | Kevin Duhaney        | Federico Campaiola |
| Courtney         | Emilie-Claire Barlow | Monica Vulcano     |
| Duncan           | Drew Nelson          | Christian Iansante |
| Gwen             | Megan Fahlenbock     | Roberta De Roberto |
| Heather          | Rachel Wilson        | Monica Ward        |
| Jo               | Laurie Elliott       | Monica Bertolotti  |
| Lightning        | Tyrone Savage        | Daniele Raffaeli   |
| Lindsay          | Stephanie Anne Mills | Valentina Mari     |
| Mike             | Corey Doran          | Paolo Vivio        |
| Sam              | Brian Froud          | Emiliano Coltorti  |
| Scott            | James Wallis         | Flavio Aquilone    |
| Sierra           | Annick Obonsawin     | Stella Musy        |
| Zoey             | Barbara Mamabolo     | Domitilla D'Amico  |
| Cameo            |                      |                    |
| Ezekiel          | -                    | -                  |
| Izzy             | Katie Crown          | Micaela Incitti    |
| Owen             | Scott McCord         | Fabrizio Vidale    |
| José             | Alex House           | Enrico Di Troia    |
| Altri personaggi |                      |                    |
| Assassino        | Clé Bennett          | Massimo Corvo      |
| Carcerato        | -                    | -                  |
| Poliziotto       | -                    | -                  |